# Kathleen Weil
Kathleen Weil, née à Montréal en 1954, est une femme politique québécoise. Elle est la députée libérale de la circonscription de Notre-Dame-de-Grâce à l'Assemblée nationale du Québec de 2008 à 2022.

## Biographie
Née à Montréal en 1954, Kathleen Weil est mariée à Michael Novak, ex-président de SNC-Lavalin International et mère de quatre enfants.
Kathleen Weil est admise au Barreau du Québec en 1983 après avoir complété des baccalauréats en droit civil ainsi qu'en Common Law à l’Université McGill où elle reçoit aussi un baccalauréat en histoire et science politique. Elle est stagiaire au Centre communautaire juridique de Montréal en 1983, puis avocate dans le cabinet Yanofsky, Brull et Associés en 1984 et en 1985. Elle devient ensuite directrice des affaires juridiques pour Alliance Québec de 1985 à 1989. 
Après avoir pratiqué le droit, elle exerce diverses fonctions dans les secteurs public et philanthropique. Elle est notamment agente de recherche au Conseil exécutif du gouvernement du Québec de 1993 à 1996 et directrice des relations gouvernementales et développement des affaires à la Société internationale d'évaluation des technologies de la santé de 1996 à 1998. Avant d'entrer en politique, elle occupe le poste de présidente et directrice générale de la Fondation du Grand Montréal (2000-2008). 
Elle est membre de plusieurs conseils d'administration pendant sa carrière.

### Carrière politique
Élue députée à l'Assemblée nationale du Québec de la circonscription de Notre-Dame-de-Grâce lors des élections générales québécoises de 2008 sous la bannière du Parti libéral du Québec, Kathleen Weil est nommée ministre responsable de l'Accès à l'information et de la Réforme des institutions démocratiques et ministre responsable des Relations avec les Québécois de langue anglaise en 2017. Elle est aussi nommée ministre de l'Immigration et des Communautés culturelles en 2010 et 2014 et ministre de la Justice et procureure générale du Québec en 2008. Elle ne se représente pas en 2022.

## Résultats électoraux
|                                                                                               | Nom                      | Parti              | Nombre de voix | %      | Maj.   |
| --------------------------------------------------------------------------------------------- | ------------------------ | ------------------ | -------------- | ------ | ------ |
|                                                                                               | Kathleen Weil (sortante) | Libéral            | 16 843         | 63 %   | 13 677 |
|                                                                                               | Kathleen Gudmundsson     | Québec solidaire   | 3 166          | 11,8 % | -      |
|                                                                                               | Nathalie Dansereau       | Coalition avenir   | 2 142          | 8 %    | -      |
|                                                                                               | Chad Walcott             | Vert               | 1 785          | 6,7 %  | -      |
|                                                                                               | Lucie Bélanger           | Parti québécois    | 1 460          | 5,5 %  | -      |
|                                                                                               | David-Roger Gagnon       | NPD Québec         | 708            | 2,6 %  | -      |
|                                                                                               | Souhail Ftouh            | Conservateur       | 405            | 1,5 %  | -      |
|                                                                                               | Cynthia Nichols          | Indépendant        | 151            | 0,6 %  | -      |
|                                                                                               | Rachel Hoffman           | Marxiste-léniniste | 82             | 0,3 %  | -      |
| Total                                                                                         | Total                    | Total              | 26 742         | 100 %  |        |
| Le taux de participation lors de l'élection était de 56,1 % et 249 bulletins ont été rejetés. |                          |                    |                |        |        |